# توماش روسيتسكي
توماس روزيسكي (بالتشيكية: Tomáš Rosický)، من مواليد 4 أكتوبر،1980 في براغ في التشيك، لاعب كرة قدم تشيكي سابق كان يلعب في مركز خط وسط مهاجم، ويعتبر من أبرز اللاعبين التشيكيين في التاريخ، يُلقب بموزارت الصغير.
لعب سابقًا مع نادي آرسنال الإنجليزي ووصفه مدرب الفريق آرسين فينغر بأنه لاعب رائع ويملك نظرة ولمسة أولى للكرة رائعة. ويعرف روزيسكى بمهارته بالإضافة إلى قدرته على تنسيق خط الوسط بتمريراته.
لعب لنادى بروسيا دورتموند لمدة خمس سنوات (2001-2006) فاز خلالها ببطولة الدورى الألمانى (2001-2001) وفي 23 مايو 2006 أعلن أرسنال ضم اللاعب التشيكى صاحب الخمسة وعشرون عاما من النادى الألمانى ولم يتم الإعلان عن ثمن الصفقة وقتها.
أحرز توماس مع أرسنال 28 هدفا خلال 247 مباراة رسمية خاضها بزى الفريق اللندنى في عشر سنوات وحصد فيها لقب كأس الاتحاد الانجليزى مرتين 2013-2014 و 2014-2015 ولقب الدرع الخيرية 2014.
مع منتخب بلاده سجل توماس 23 هدف في 105 مباراة كما انه أصغر وأكبر من مثل منتخب التشيك في بطولة اليورو.
لديه شقيق يدعى جيري وهو لاعب كرة قدم أيضاً.
بدأ روسيتسكي مسيرته الكروية الاحترافية مع نادي  سبارتا براغ ولعب ثلاثة مواسم في دوري الدرجة الأولى التشيكي. ومن ثم انتقل إلى نادي بوروسيا دورتموند في عام 2001 مقابل مبلغ قدره 25 مليون مارك (تقريبا 8 ملايين جنيه إسترليني. وفي وقته، كان هذا المبلغ يعتبر رقما قياسيا جديدا لشراء لاعب من قبل نادي بروسيا دورتموند. انتقل إلى نادي دورتموند الألماني، وفي أول موسم له في الدوري الألماني، قاد فريق دورتموند إلى بطولة الدوري ونهائي كأس الاتحاد الأوروبي عام 2002. لعبه لنادي دورتموند لمدة 5 سنوات. و من ثم انتقل انتقال حر لنادي أرسنال عام 2006. في الدوري الإنجليزي الممتاز مع فريق أرسنال، حيث عانى من عدة إصابات طويلة خلال تلك الفترة وبسبب الإصابات لم يلعب 30 لعبه مع نادي أرسنال.
لعبة روسيتسكي لأول مرة مع منتخبه التشيكي في عام 2000 وأصبح قائد (كابتن) منتخب بلاده في عام 2006. وقد شارك في أربع كؤوس للأمم الأوروبية وأيضا في كأس العالم 2006. في 12 يونيو 2015 وصل إلى الرقم القياسي بخوض 100 مباراة وطنية. روسيتسكي هو رابع أفضل هدافي جمهورية التشيك على الإطلاق.

## مسيرته الكروية
لعب توماش روسيتسكي خلال مسيرته الاحترافية مع 3 أندية في واحد وعشرون موسمًا وسجل خلالها 48 هدفًا ضمن 372 مباراة. حيث فاز في موسمين بالكأس وفي أربعة مواسم بالدوري.
خاض توماش روسيتسكي مسيرته مع نادي سبارتا براغ في موسم 1998–99 في المرة الأولى واستمر معه طيلة ثلاثة مواسم ثم في موسم 2016–17 ولمدة موسمين، مشاركًا طوالها في 53 مباراة سجل خلالها 9 أهداف. ثم انتقل إلى نادي بوروسيا دورتموند للفورميلا في موسم 2000–01 ليلعب معه ستة مواسم، حيث شارك في 149 مباراة سجل خلالها 20 هدف. لينتقل بعدها إلى نادي أرسنال في موسم 2006–07 ليلعب معه عشرة مواسم، مشاركًا في 170 مباراة سجل خلالها 19 هدفًا.